# Condylostylus noveboracensis
Condylostylus noveboracensis är en tvåvingeart som först beskrevs av Van Duzee 1915.  Condylostylus noveboracensis ingår i släktet Condylostylus och familjen styltflugor.
Artens utbredningsområde är Indiana. Inga underarter finns listade i Catalogue of Life.